# Garelli Audax
Der Garelli Audax ist eine E-Bike-Modellreihe des italienischen Herstellers Garelli, die von 2018 bis 2021 produziert wurde. Die Serie umfasst verschiedene Modelle, darunter das vollgefederte Enduro-Modell Audax AM1 und das Hardtail-Modell Audax XC2. Die Fahrräder zeichnen sich durch moderne Elektromotoren, integrierte Batterien und hochwertige Komponenten aus.

## Technische Daten
| Merkmal       | Daten des Garelli Audax AM1                            |
| ------------- | ------------------------------------------------------ |
| Motor         | Polini E-P3+ MX 36V, 250 W, 90 Nm                      |
| Batterie      | Lithium-Ionen, 36 V, 20 Ah, 720 Wh                     |
| Ladezeit      | 7–8 Stunden (Standard), 4–5 Stunden (Schnellladegerät) |
| Reichweite    | Bis zu 120 km (je nach Fahrweise)                      |
| Getriebe      | 12-Gang (Shimano Deore)                                |
| Bremsen       | Hydraulische Scheibenbremsen (Formula Cura-4)          |
| Reifen        | 27,5 Zoll                                              |
| Gewicht       | 26,3 kg                                                |
| Max. Zuladung | 100 kg                                                 |

## Modellvarianten
- Audax AM1
- Audax AM2
- Audax XC1
- Audax XC2